# Parcul din satul Miclești
Parcul din satul Miclești, raionul Criuleni, este amplasat la 30 km vest de centrul raional Orhei și la 32 km de Chișinău. Are o suprafață de 2 ha și este o arie protejată din Republica Moldova, reprezentând un monument de arhitectură peisagistică. Se află pe teritoriul și în administrarea Școlii medii din Miclești.

## Istoric
În Moldova medievală, moșiile satelor erau stăpânite de boieri. Miclești nu a făcut excepție, moșia acestui sat fiind în stăpânirea juristului Andronache Donici (1760–1829), membru al familiei Donici. Andronache se căsătorește cu fiica banului Darie Donici în 1793 și primește de la acesta zestre moșia Miclești. Andronache se mută de la moșia sa de la Ialoveni la Miclești și stăpânește moșia până în 1820, când proprietar devine I. Donici, asesor colegial în Orhei.
În ultimii ani ai secolului al XIX-lea Andronache Donici își construiește un conac pe terenul de la marginea satului și amenajează în fața acestuia un scuar cu plante exotice, preponderent conifere. În mijlocul scuarului a săpat o fântână cu un colac de fontă. În stânga și în spatele conacului, boierul dispune sădirea unui parc dendrologic în stil regulat. La ieșirea din conac pe ușa din spate, a fost amenajată o alee scurtă formată din Pinus nigra și Acer platanoides, care conduce în parc. Conacul se află în stare bună, supraviețuind datorită școlii care funcționează aici. Sătenii au cumpărat conacul de la ultimul său proprietar, Leonid Vartic, în 1940 pentru a transforma clădirea în școală.
În 1948, conacul devenind neîncăpător pentru numărul crescând de elevi, autoritățile au luat decizia de a construi o aripă din contul parcului auxiliar. Au fost defrișați o bună parte din arbori cu această ocazie. Acum, parcul a fost redus la o jumătate de hectar din suprafața originală, dar cuprinde administrativ și cele 1,5 ha formate de conac, aripa acestuia și câțiva arbori plantați aleatoriu.

## Dendroflora

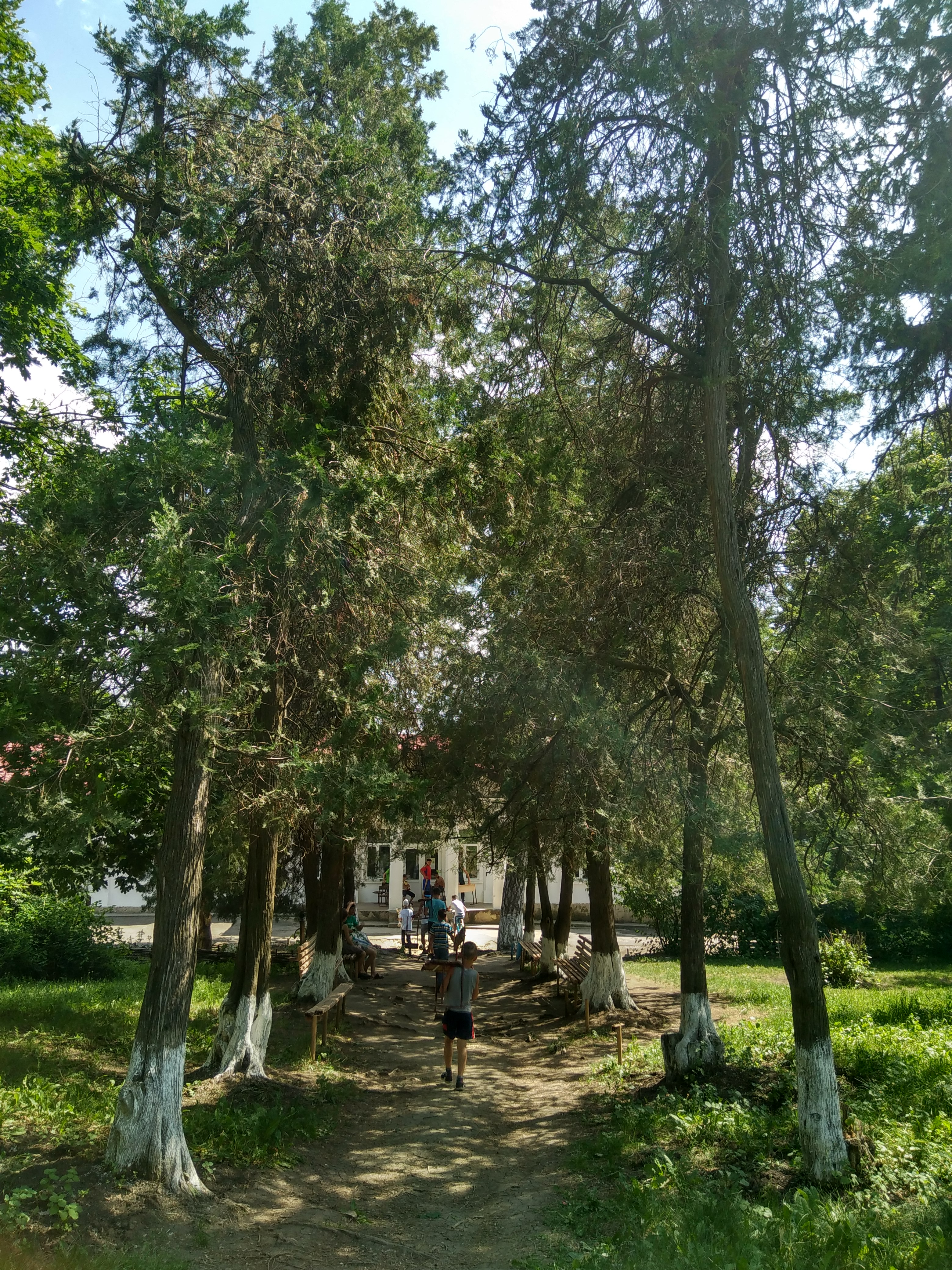
Alee în partea nordică

Aspectul estetic al parcului a fost profund afectat de construirea anexei la conac. Cu toate acestea, parcul este îngrijit de elevii și profesorii de la Școala medie. Unele specii de conifere care s-au uscat au fost înlocuite de exemplare tinere din aceeași specie.
Parcul era protejat de un gard viu din glădiță cu spini lungi, numiți de săteni „salcâmi boierești”. În fața conacului în trecut era plantată o vie și o livadă, acestea dispărând între timp, fiind înlocuite de casele oamenilor.
Arborii plantați de Andronache Donici datează din anii 1810. Printre speciile de arbori și arbuști atestați în parc se numără:
- Acer platanoides
- Acer pseudoplatanus
- Acer campestre
- Aesculus hippocastanum
- Juglans regia
- Fraxinus excelsior
- Populus alba
- Populus pyramidalis
- Ulmus pumila
- Ulmus laevis
- Cerasus avium
- Tilia tomentosa
- Buxus sempervirus
- Pyrus communis
- Robinia pseudacacia
- Abies nordmanniana
- Pinus nigra
- Picea abies
- Biota orientalis

## Galerie de imagini

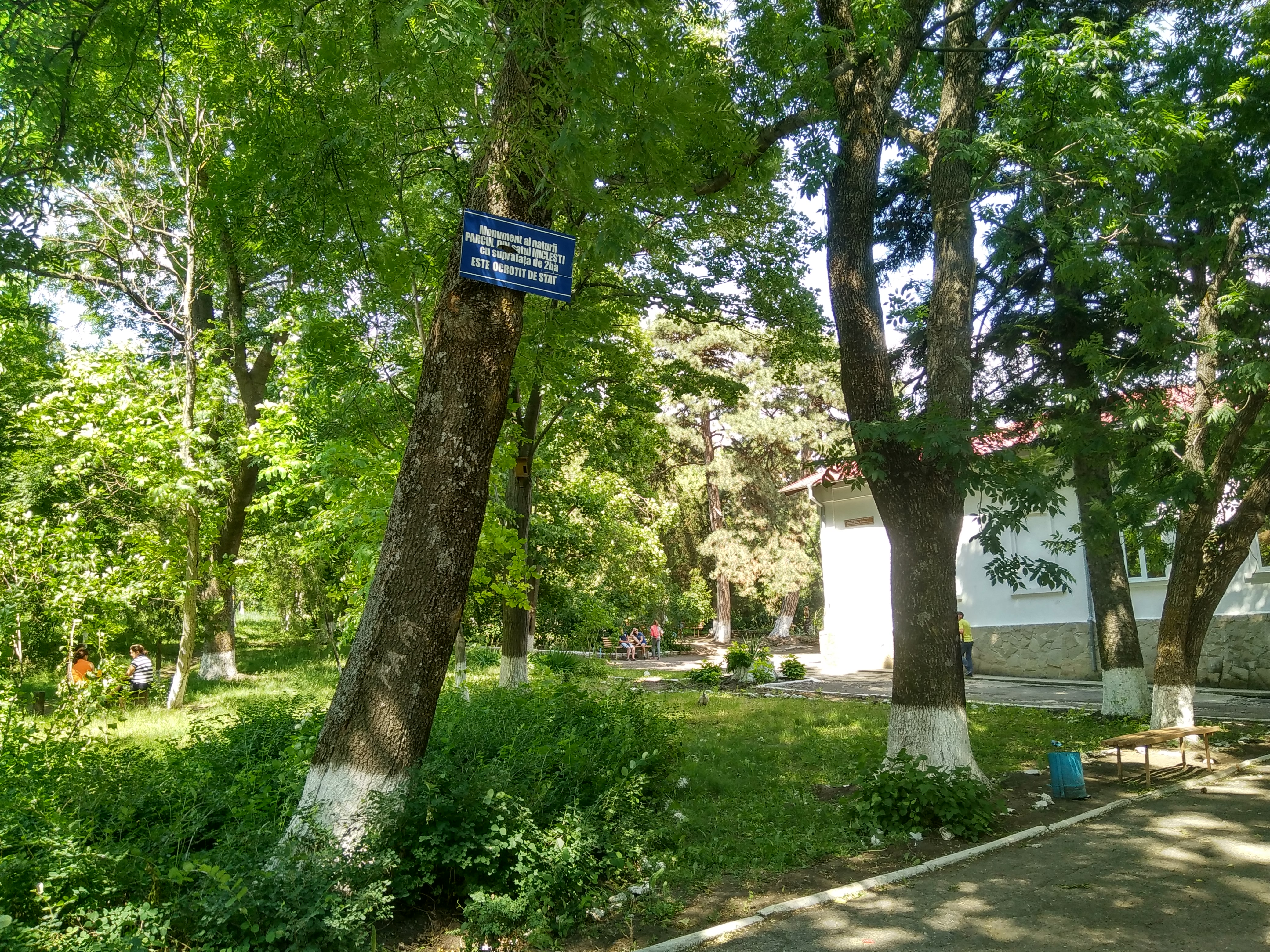
Latura vestică a parcului
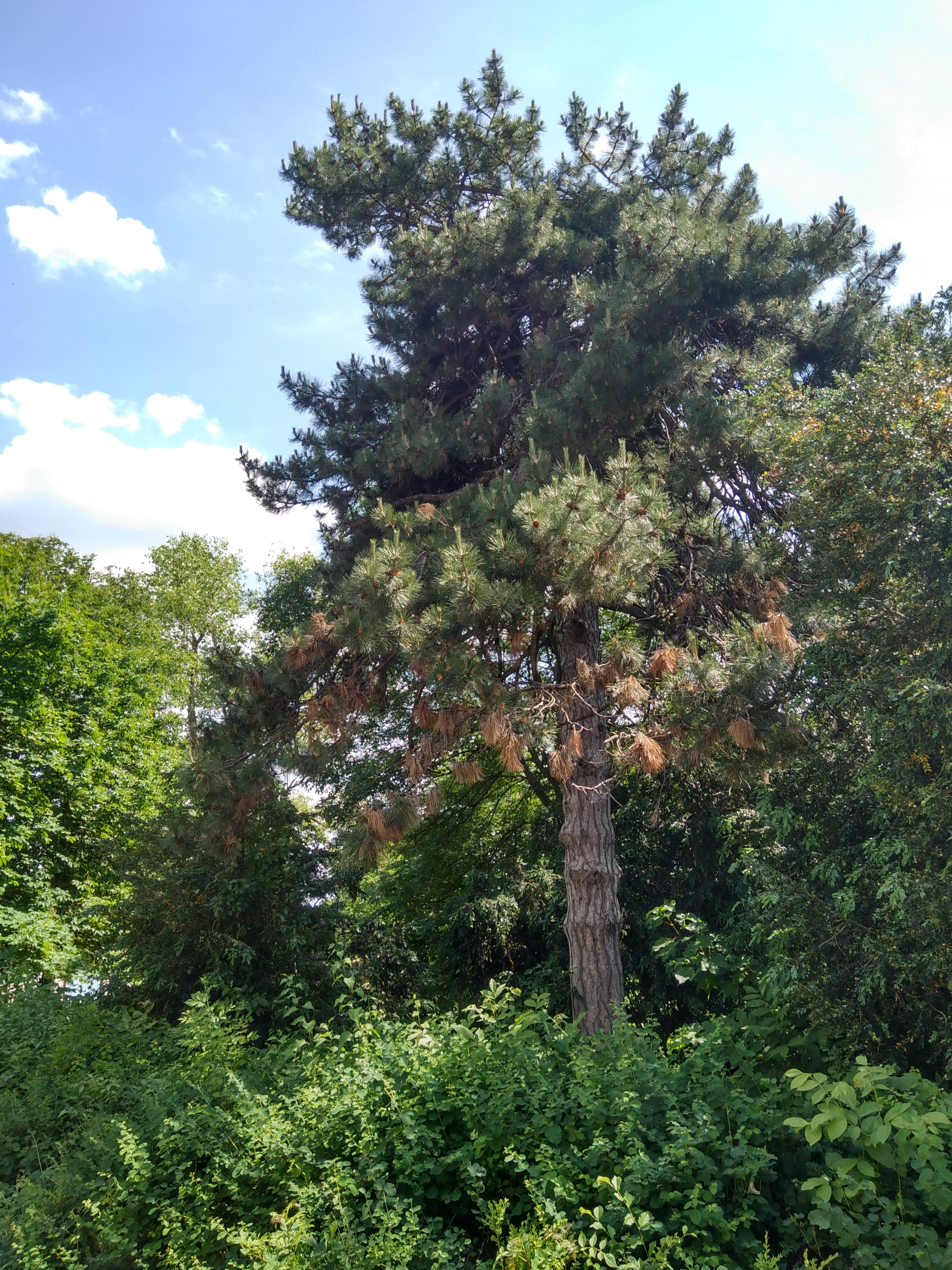
Pin lângă intrarea în școală
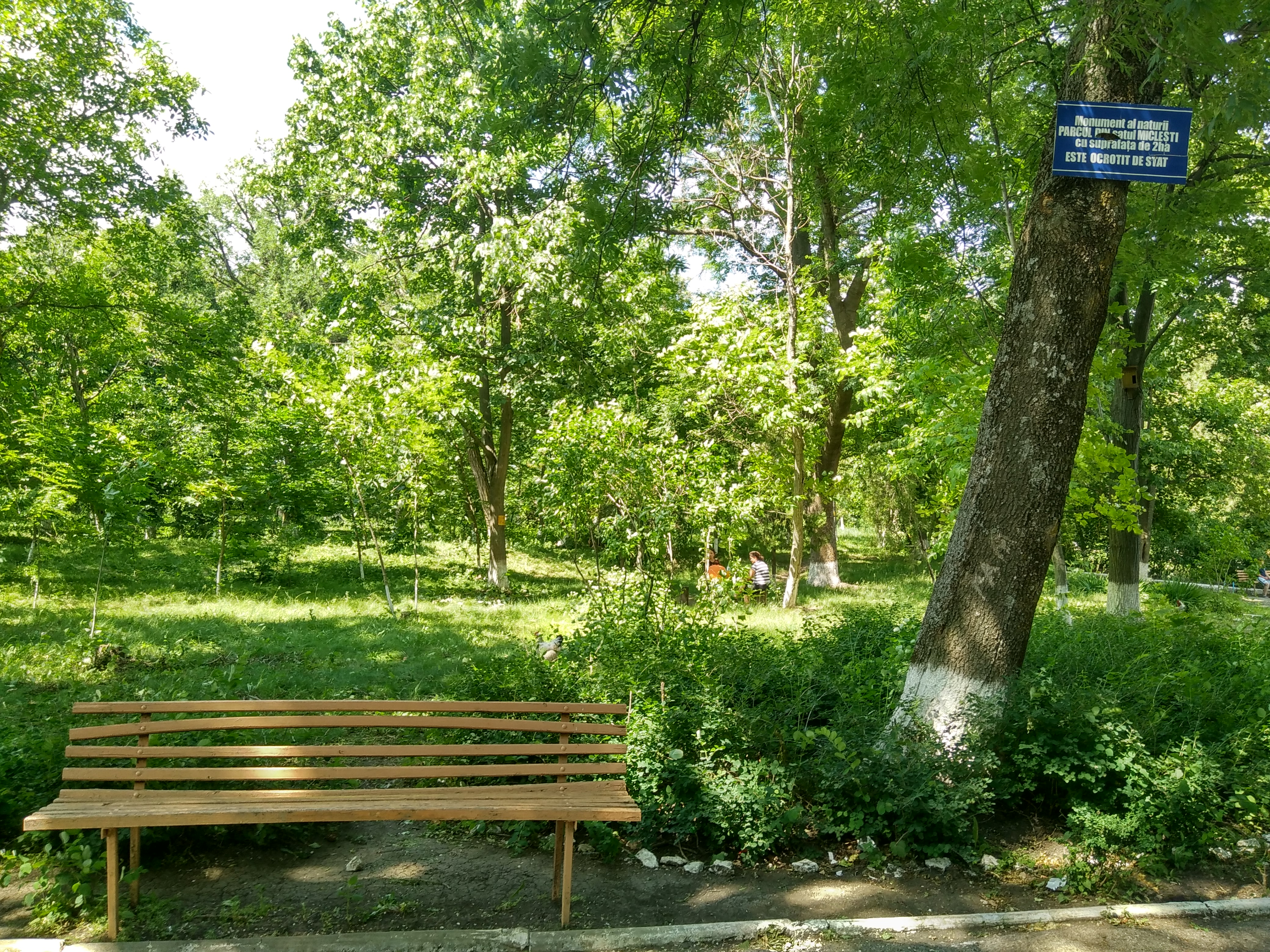
Bancă în parc
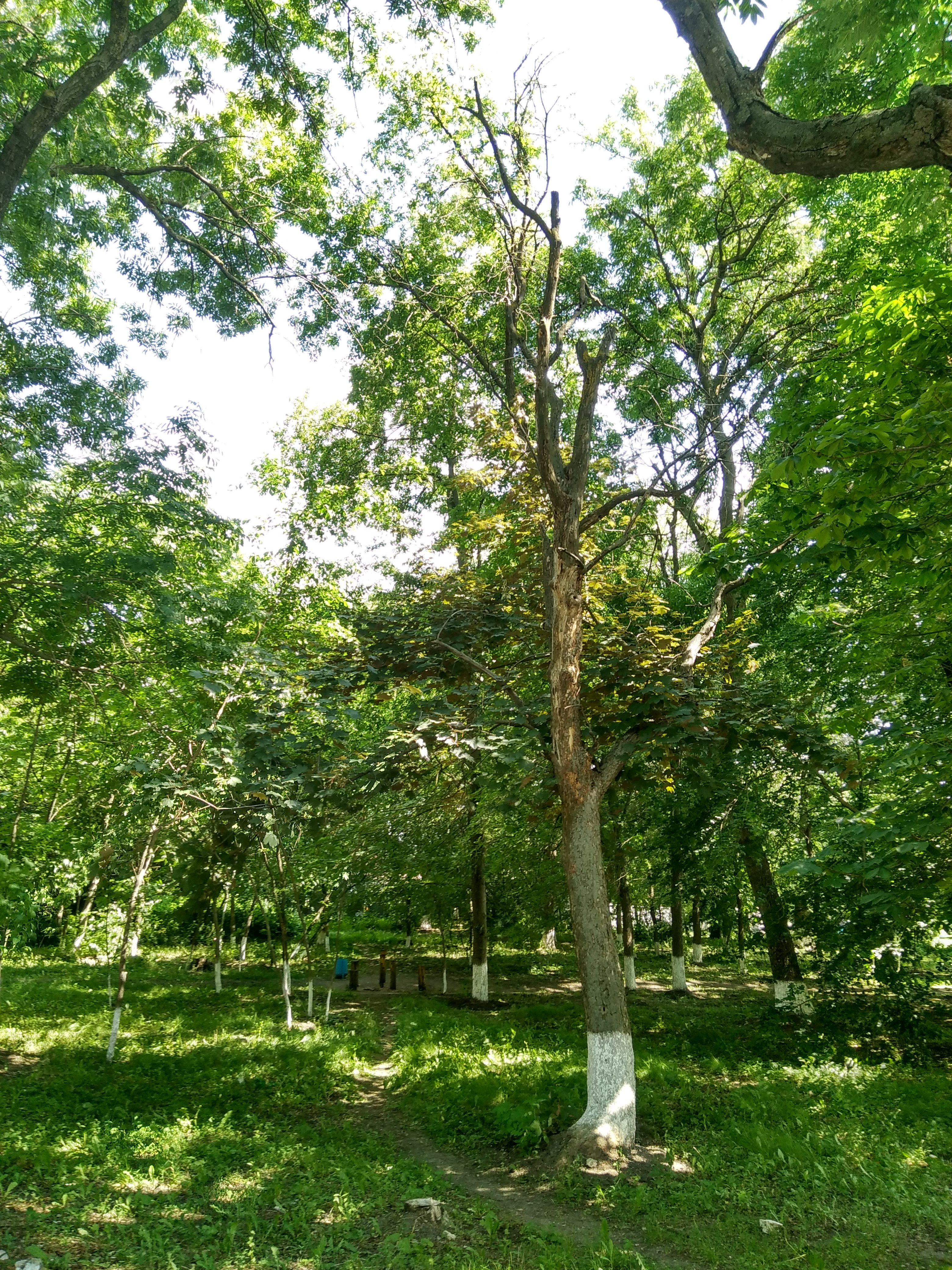
Arbore uscat
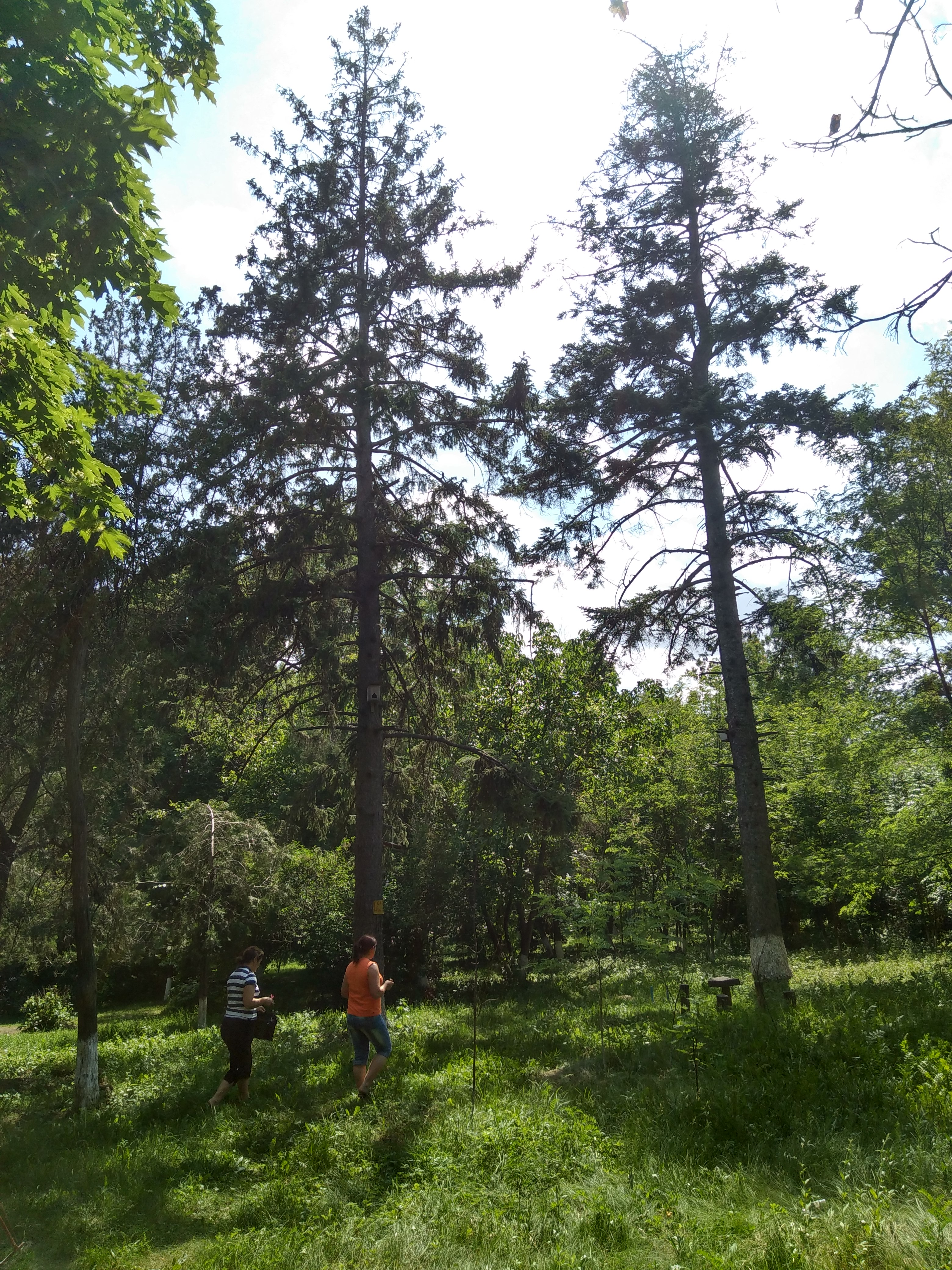
Conifere
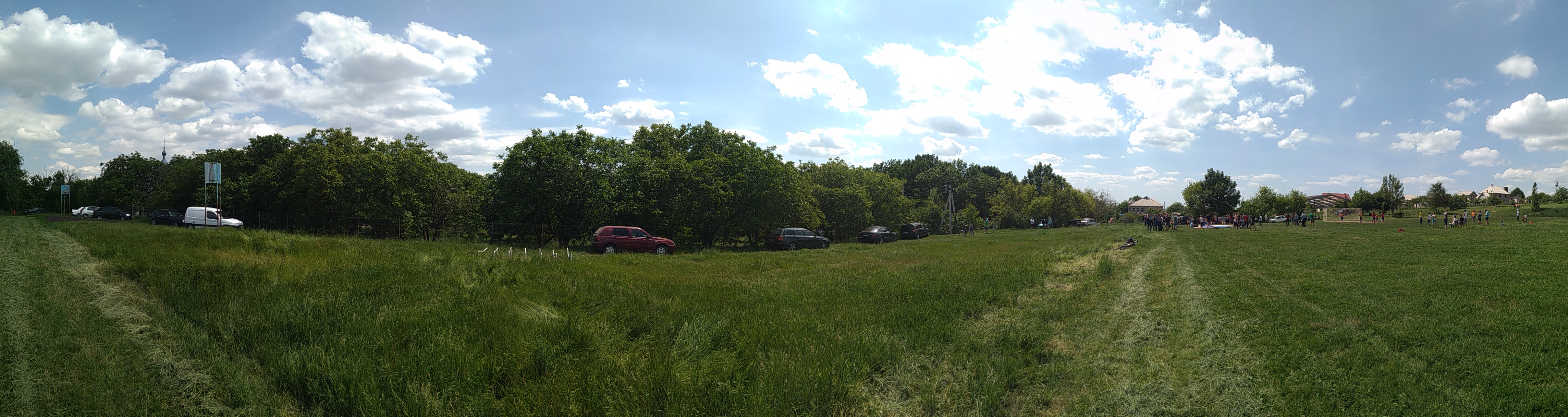
Panoramă dinspre stadion